# Étoile Filante
O Etoile Filante de Lomé é um clube de futebol da cidade de Lomé, capital do Togo, o clube manda suas partidas no Stade Oscar Anthony, que tem capacidade para 10.000 pessoas.
O Étoile Filante já conquistou o campeonato nacional de seu país sete vezes, o clube também já chegou a uma final de Copa Africana dos Campeões(atualmente Liga dos Campeões da África), mas foram derrotados pelo TP Engelbert.
Em 26 de novembro de 2011, alguns dos jogadores da equipe acabaram mortos, outros ficaram feridos em um acidente de ônibus perto da cidade togolesa de Atakpame durante uma viagem para uma partida.

## Títulos
- Championnat National de Première Division: 7

1961, 1962, 1964, 1965, 1967,1968, 1992
- Copa do Togo: 4

1956, 1958, 1961, 1994
Finalista: 1996
- Liga dos Campeões da CAF: 0

Finalista: 1968
- French West African Cup: 1

1960

## References
1. ↑  «Profile of Teams: Togo» (PDF). CAFoot. Janeiro de 2010
2. ↑  «Togo top footballers killed in bus crash». BBC News. Consultado em 27 de novembro de 2011